# Колодезный (Хакасия)

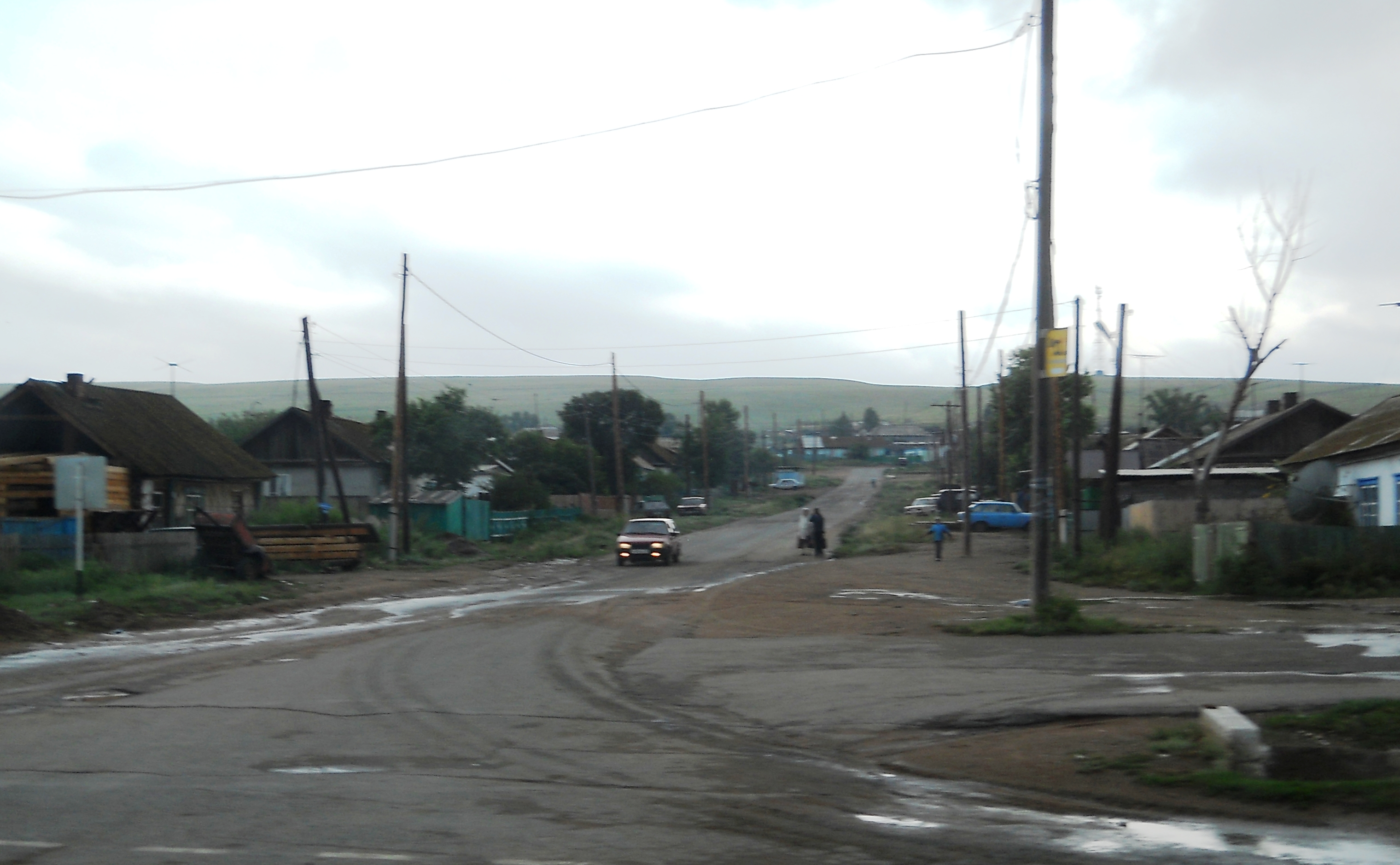
Вид на посёлок Колодезный с автодороги

Колодезный (хак. Худухтығ) — посёлок в Ширинском районе Хакасии. Телефонный код: +7 39035.

## География
Колодезный расположен на автодороге Р408 Ачинск — Шира — Троицкое, южнее Жемчужного. Находится в 12 км на восток от райцентра — села Шира и железнодорожной станции.

## История
Развивался на базе подсобного хозяйства, обеспечивающего курорт «Озеро Шира» и посёлки сельскохозяйственной продукцией. Указом Президиума ВС РСФСР курортный посёлок подсобного хозяйства курорта «Озеро Шира» переименован в Колодезный.

## Население
| 2002 | 2010  | 2012  | 2013  |
| ---- | ----- | ----- | ----- |
| 1508 | ↘1419 | ↘1414 | ↘1391 |